# Зона тиші

Суднам з машинним рушієм рух заборонено

Зона тиші (пол. Strefa ciszy) — в Польщі: територія водойми, на якій заборонено, щоб гучність шуму була вищою за 45 дБ. Зони тиші визначаються правилами воєводства, після адміністративних змін з 1 січня 1999 року компетенції у цьому питанні належать до повітових рад.

## Категорії зон
Водні об'єкти зони тиші поділяються на дві категорії:
1. заборона шуму дійсна на території водного об'єкта,
2. заборона шуму дійсна в районі води та ще 500 метрів поясу навколо берегової лінії.

У зоні тиші забороняється:
- Викид шума вище 45 дБ — заборона в основному охоплює водні агрегати, що працюють на двигунах внутрішнього згоряння (наприклад, моторні човни), а також автомобілі, надто гучні звукові пристрої (магнітофони, радіоприймачі).
  - За невиконання правил — штраф у розмірі 500 злотих,
- Заборона не охоплює компактні міські, сільські будівлі, залізничні колії, громадські дороги та під'їзні шляхи до кемпінгів та самі кемпінги.

## Визначення зон тиші
Зони мовчання визначаються постановами повітової ради. Проект такої постанови узгоджується з виконавчим органом відповідної гміни (мером, війтом) протягом 30 днів. Відсутність відповіді від виконавчого органу після закінчення цього терміну передбачає презумпцію згоди на створення такої зони. Позначення цих територій є обов'язковим для планування просторового розвитку. Гміни не можуть виділити такі зони будівництва, які можуть призвести до збільшення шуму. У рекреаційних районах повітова рада може обмежувати або забороняти використання суден на поверхні водоймищ, за винятком судноплавних вод, де компетенція в цьому відношенні належить міністру, компетентному в галузі навколишнього середовища.